# والیان فیلی
والیان فیلی نام یک سلسله فرمانروایان لُرتبار است که در سال ۱۰۰۶ ه.ق به دستور شاه عباس صفوی به عنوان والی برگزیده شدند و حدود ۳۰۰ سال حاکم محدوده فعلی استان لرستان و استان ایلام بودند. از آنجا که حسین خان از خانواده فیلی بود، ملک وی به لرستان فیلی مشهور شد. والیان فیلی با یک سلسله روابط خاص به حکومت مرکزی ایران وابسته بودند و سالانه به میزان معینی مالیات و تعدادی تفنگچی در اختیار حکومت مرکزی قرار می‌دادند. مرکز حکم فرمانروایی والیان تحت تأثیر حیات اجتماعی منطقه مکان ثابتی نداشت. از معروف‌ترین والیان پشتکوه می‌توان از حسن خان والی، غلامرضا خان فیلی، حسینقلی خان ابوقداره نام برد. یکپارچگی حکومت والیان فیلی در سال ۱۳۰۷ با تصرف پشتکوه توسط نیروهای دولتی رضاخان پهلوی از میان رفت. غلامرضاخان به عنوان آخرین والی پشتکوه به عراق گریخت و حکومت والیان فیلی به پایان رسید.

## تبار لری والیان فیلی
والیان فیلی لر و از طایفه سلورزی (سلبوری یا سلاحورزی) هستند.براساس اظهارات مورخین مشهور چون اسکندر بیگ منشی و ملا جلال منجم یزدی حسین خان مؤسس سلسله والیان فیلی از قبیله سلویرزی و فرزند منصور نامی بوده از بیگ‌ها و خوانین دربار اتابکان لر خورشیدی که منصور بیگ اجدادش از طایفه سلویرزی بودند.

## لرستان فیلی
محدودهٔ لرستان فیلی یا به‌طور دقیق‌تر محدودهٔ تحت حاکمیت والیان فیلی از پشتکوه، پیشکوه و مناطقی در شرق کشور امروزی عراق تشکیل می‌شد؛ بنابراین می‌توان محدودهٔ استان‌های کنونی لرستان و ایلام را به صورت یکپارچه به عنوان لرستان فیلی معرفی کرد. مناطق تحت نفوذ والیان فیلی در عراق پس از تعیین مرز ایران و عثمانی از کنترل آنان خارج و جزئی از کشور عثمانی محسوب شد.

## سرآغاز
در سال ۱۰۰۶ هجری قمری شاه عباس صفوی، شاه وردی خان، آخرین اتابک لر کوچک را به علت عملکرد نامطلوبش در کنار رودخانه سیمره به قتل رسانیده، سلسله اتابکان لرستان را منقرض کرده، لقب اتابکی را منسوخ نمود. وی حسین خان فیلی را با عنوان والی به حکومت لرستان منصوب نمود.
در برخی از منابع حسین خان فیلی را خواهر زاده یا پسر عمویی و خاله زاده شاهوردی خان اتابک ثبت کرده‌اند.

## از فلک‌الافلاک تا ده‌بالا

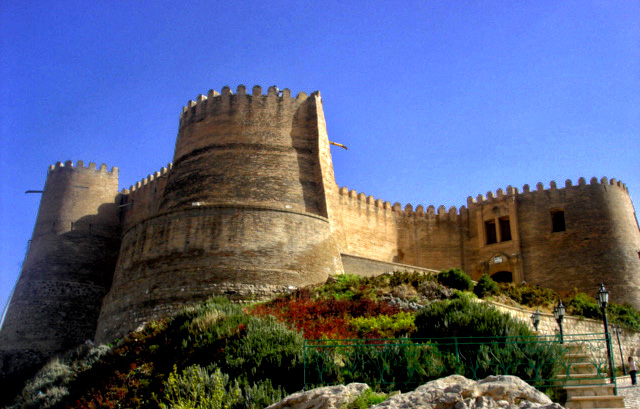
فلک‌الافلاک مقر اولیه حکومت والیان فیلی

والیان فیلی از دوره شاه عباس تا دوره فتحعلی شاه حاکم سراسر لرستان (تقریبا شامل استان‌های ایلام و لرستان) بودند و مرکز حکومت‌شان در قلعه فلک‌الافلاک در پیشکوه بود. حسن خان در زمان فرمانروایی آقا محمد خان قاجار، مانند پدر و جدش حکومت خان قاجار را به رسمیت شناخت و با وی از در اطاعت درآمد. و در بعضی حوادث و رویدادهای آن زمان، به کمک آقا محمد خان شتافت.
در زمان والی گری حسن خان، فتحعلی شاه قلمرو حکومت او را به پشتکوه محدود کرد و حکومت پیشکوه را به شاهزاده های قاجاری سپرد. حسین خان نیز مقر حکومت خود را به ده بالا در پشتکوه انتقال داد.
تا مرگ محمد علی میرزای دولتشاه حسن خان همواره مطیع و فرماندار شاه قاجار بود. وی در دفع شورش محمد خان زند و حسین قلی خان قاجار همراه شاه قاجار بود و در لشکرکشی به عثمانی دولتشاه را که حاکم سرحدات عراقین بود یاری نمود، این جنگ که با پیروزی قوای ایرانی بر عثمانی‌ها در شهر زور آغاز شده بود با مریض شدن ناگهانی دولتشاه ناتمام ماند و ایرانیان از فتح بغداد بازماندند

### جنگ‌های ایران و عثمانی
در دوران حکومت صفویان یک رشته جنگ میان ایران و عثمانی صورت گرفت که در این دوران منطقه والیان فیلی به عنوان یک منطقه مرزی در خطر سقوط قرار داشت که والیان توانستند با اتکا به نیروهای عشایر به دفاع بپردازند این در حالی بود که نیروهای عشایر والیان فیلی به کمک نیروهای دولت مرکزی به دفاع از سایر نقاط مرزی ایران پرداختند.

## والیان پشتکوه

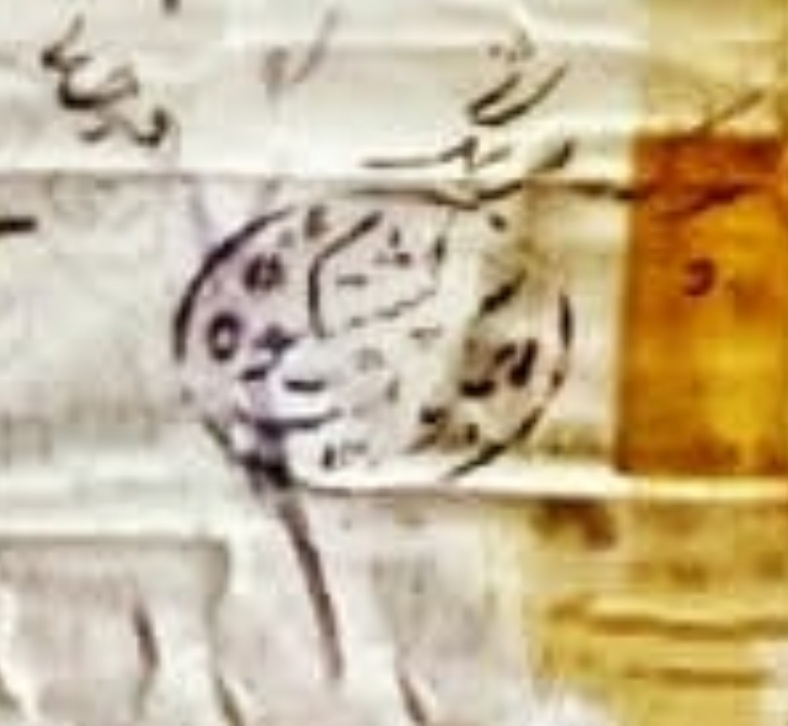
مهر حکومت والیان پشتکوه در یکی از اسناد قدیمی مربوط به منطقه پشتکوه

پس از محدود شدن قلمرو والیان فیلی به پشتکوه، آنان عملا به والیان پشتکوه نامیده شدند. در سال ۱۲۵۵ هجری قمری با مرگ حسن خان، حکومت قاجار سه تن از فرزندان وی را به نام‌های علی‌خان، احمدخان و حیدرخان را هم‌زمان به والی گری پشتکوه منصوب کرد. آنان هرکدام در منطقه‌ای از پشتکوه حکمرانی می‌کردند و این رویه سبب شد که پشتکوه انسجامی را که در دوره حسن خان داشت از دست بدهد و والیان سه‌گانه به کشمکش با یکدیگر بپردازند؛ چیزی که ایشان را از پرداخت مالیات به دولت بازمی‌داشت و گاه گاه بهانه غارت قلمرو ایشان به دست حکومت قاجار می‌شد.
در اوایل پسر بزرگ والی، علی‌خان خود را فرمانروای پشتکوه خواند؛ اما سایر برادرانش از او اطاعت نکردند و در این میان دولت مرکزی، حاکمیت علی‌خان را به رسمیت نشناخت و حیدرقلی خان، پسر کوچک والی را به عنوان والی پشتکوه تعیین کرد. همین امر موجب شورش دو برادر دیگر بر ضد حیدرقلی خان گردید و پشتکوه به سه صفحه جداگانه تقسیم شد که توسط سه برادر اداره می‌شد.
بر اساس توافقی که بین پسران حسن خان به وجود آمد، علی‌خان در نواحی جنوب شرقی پشتکوه که شامل دهلران، دره شهر، آبدانان و حومهٔ آنان می‌شد، حاکمیت را به دست گرفت. پس از والیان سه‌گانه عباس قلی خان فرزند احمدخان، و همچنین حسین قلی خان فرزند حیدرخان والی پشتکوه شدند. در ۱۲۸۰ هجری قمری با عزل عباس قلی خان، حسین قلی خان والی سراسر پشتکوه شد.

## حسینقلی خان
حسینقلی خان ابوقداره که والی یگانه پشتکوه شده بود توانست دوباره آن را یک‌پارچه نماید، قدرت نظامی پشتکوه در زمان او اهمیت ویژه‌ای یافت، حسینقلی خان مقتدرترین والی پشتکوه بود و بنا به گفته کرزن توان بسیج سی هزار نیروی ایلی را داشت. وی تا پیش از حکمرانی ظل السلطان بر لرستان در سیاست انزواطلبانه داشت و از دخالت حکومت در پشتکوه جلوگیری می‌نمود، اما با آگاه‌شدن از استبداد شاهزاده قاجاری و سرکوب‌های سران دیگر ایلات توسط ظل السلطان، حسینقلی خان شیوه خویش را تغییر داد و به اطاعت و فرمان‌برداری از وی پرداخت و او را در دفع ایلات لرستان و کرمانشاه یاری داد. در همین دوره شاه، حسینقلی خان را به تهران فراخواند و به وی لقب صارم السلطنه و سردار اشرف داد و منصب امیرتومانی را که از بالاترین درجات ارتش ایران بود به او اعطا کرد. وی نظم را در پشتکوه و ولایات همجوارش برقرار ساخت و بارها تجاوزهای حکومت عثمانی و عرب‌های عراق را تا کرانه رود دجله دفع نمود، همین کارها سبب شد تا ناصرالدین شاه در دستخطی از شایستگی‌های وی در حفظ امنیت سرحد ابراز خرسندی نماید. در ۱۲۷۹ هجری شمسی با مرگ حسین‌قلی خان فرزندش به والی‌گری پشتکوه رسید.

## غلامرضاخان
پس از رسیدن غلامرضاخان به والی گری، شاه قاجار تمامی القاب، عنوان‌ها و مناصب پدرش را به وی اعطا کرد، وی به خاطر ضعف حکومت مرکزی، همواره در امور قلمرویش آزادی عمل تام داشت، قدرت نظامی‌اش در غرب ایران برتر بود و بر همسایگانش از جمله شیخ خزعل، حکام محلی لرستان و حاکم بغداد نفوذ فراوان داشت. غلامرضاخان از نیروی منظمی بهره می‌برد که به اندک زمانی می‌توانست سازماندهی‌شان کند به گونه‌ای که در جنگ جهانی اول با توسل به اردوی ۱۳ هزار نفری ایلیاتی‌اش، اجازه ورود هیچ نیرویی را به قلمرو پشتکوه نداد و سد محکمی در برابر توسعه طلبی عثمانی ایجاد کرد. وی برخلاف گذشتگانش در دسته‌بندی‌های سیاسی وارد گردید و در انقلاب مشروطه سمت مستبدین را گرفت، اما پس از استبداد صغیر به همراه شیخ خزعل و صولت الدوله قشقایی «اتحاد فرمانروایی جنوب» را تشکیل داد که مدعی حمایت از مشروطه حقیقی بود اما در حقیقت به جهت مقابله با قدرت رو به افزایش بختیاری‌ها ایجاد شده بود و البته موفق به انجام هیچ‌کدام از این دو نشد. با برقراری مشروطه و محدودیت‌های ایجاد شده برای پادشاه جدید، والی دیگر در برابر شاه مسئول نبود و می‌بایست در مقابل قانون و نظام پارلمانی پاسخگو باشد. حکومت مشروطه‌ای که تنها اختیارات شاه را در این باره محدود کرده بود و قادر به اعمال نظارت پارلمانی نبود، علی‌رغم این ناتوانی والی هیچ‌گاه درصدد نافرمانی از دستورهای حکومت برنیامده و مالیات سالانه‌اش را پرداخت می‌نمود.

## رضاشاه و پایان کار والیان
ظهور رضاشاه سبب تغییرات اساسی در ساختار سیاسی نظامی ایران شد، ایجاد ارتش منظم توسط وی نیاز تاریخی ایلات و عشایر در دفاع از تمامیت ارضی کشور کمرنگ شد. رضاشاه با اتکا به ارتش منظمش درصدد سرکوب این نیروها برآمد و با تخته قاپو کردن نمودن عشایر امکان زمینه ظهور دوباره چنین نیروهایی را از بین برد. در سال ۱۳۰۳ هجری خورشیدی در جریان سرکوب شیخ خزعل، غلامرضاخان به عراق گریخت، این بهترین فرصت برای تصرف پشتکوه توسط رضاشاه بود، اما وی درصدد چنین کاری برنیامد و نه تنها غلامرضاخان را عفو کرد بلکه دوباره به والی گری منصوبش کرد. با نفوذ تدریجی حکومت در پشتکوه والی پی برد که دوران حکومت خاندانش بر پشتکوه به سرآمده، از این رو در ۱۳۰۷ هجری شمسی بی هیچ مقاومتی مقابل نیروهای رضاشاه پشتکوه را ترک کرد و به املاک شخصی‌اش در عراق رفت و اینگونه حکومت سیصد ساله والیان فیلی به پایان رسید.